# Museu de Västerbotten
El Museu de Västerbotten (suec: Västerbottens museum) és un museu comarcal ubicat a la zona de Gammlia a Umeå (Suècia)que explica la història cultural del Comtat de Västerbotten. El museu es va crear com una suma de museus anteriorment existents, per això compta amb el museu a l'aire lliure de Gammlia, una exposició d'esquí (anteriorment coneguda com el Museu suec de l'Esquí), una exposició de Pesca Marítima (anteriorment el Museu Marítim i de la Pesca), l'arxiu del moviment popular del comtat de Västerbotten i un nombre de Campaments Sami. El museu també gestiona les excavacions arqueològiques de la zona i publica la revista Västerbotten.